# Tore Nyqvist
Nils Tore Nyqvist, född den 5 november 1914 i Töcksfors, Värmlands län, död den 4 maj 1996 i Karlstad, var en svensk ämbetsman.
Nyqvist avlade juris kandidatexamen 1938 och genoförde tingstjänstgöring 1939–1942. Han blev länsbokhållare i Värmlands län 1942, taxeringsinspektör 1946, länsassessor 1952 och taxeringsintendent 1959. Nyqvist tjänstgjorde samtidigt i Inrikesdepartementet 1955–1958, var chef för landsstatsavdelningen där 1962–1967 (tillförordnad 1961) och blev departementsråd där 1965. Han var länsöverdirektör i Stockholms län 1968–1980 och särskild ledamot av Kammarrätten i Göteborg 1981–1984.